# Герб Коми-Пермяцкого округа
Герб Коми-Пермяцкого округа — официальный символ Коми-Пермяцкого округа Пермского края, относится к государственной символике Пермского края.
Ныне действующий герб Коми-Пермяцкого округа утверждён Законом Пермского края «О гербе Коми-Пермяцкого округа Пермского края» от 7 октября 2009 года № 502-ПК и внесён в Государственный геральдический регистр Российской Федерации за № 5550.

## Геральдическое описание герба
В дважды пересеченном червленом, серебряном и лазоревом поле в червлени – серебряная перна (два левых и два правых обломка накрест), в серебре – червленый идущий медведь. Щит увенчан княжеской короной особого образца.
Развернутое геральдическое описание короны: «Золотой украшенный самоцветами обруч с золотой же дужкой, украшенной жемчугом и завершенной державой, также золотой, и с червленой шапкой, на которой по сторонам от дужки нашиты розетки из самоцветов и жемчужин».

## История

Герб Коми-Пермяцкого автономного округа

Герб Коми-Пермяцкого автономного округа, как самостоятельного субъекта Российской Федерации, был утверждён Законом Коми-Пермяцкого автономного округа «О Гербе Коми-Пермяцкого автономного округа» от 19 февраля 1996 года № 9. Автором данного герба является А. М. Белавин.
Описание герба: «Герб Коми-Пермяцкого автономного округа представляет собой геральдический щит, состоящий из трех равновеликих горизонтальных полос: верхней — красного, средней — белого, нижней — синего цвета. В центре красной полосы располагается „перна“ в виде четырех пересекающихся по диагонали лучей белого цвета. В центре белой полосы расположено стилизованное изображение медведя — красного цвета, движущегося справа налево.»
Геральдическое описание герба было уточнено Законом «О внесении дополнений и изменений в Закон „О Гербе Коми-Пермяцкого автономного округа“» от 14 июля 1997 года № 25: было конкретизировано понятие «перна» — «два левых и два правых обломка накрест».
1 декабря 2005 года произошло объединение Пермской области и Коми-Пермяцкого автономного округа в Пермский край. Законом Пермского края «О Гербе Пермского края» от 3 октября 2007 года № 123 был признан утратившим силу Закон Коми-Пермяцкого автономного округа «О Гербе Коми-Пермяцкого автономного округа».